# 小行星8658
小行星8658（英語：8658）是一颗围绕太阳公转的小行星。1990年9月14日，亨利·E·霍爾特在帕洛马山发现了此天体。
这颗小行星的绝对星等为192.2923399120075等。